# Noszál Béla
Noszál Béla  (Budapest, 1947. augusztus 5. –) tanszékvezető  egyetemi tanár, a kémiai tudomány doktora, a Semmelweis Egyetem Gyógyszerésztudományi Karának egykori dékánja.

## Életpályája
1972-ben szerzett a Semmelweis Orvostudományi Egyetemen gyógyszerész diplomát. 2002 és 2007 között a Semmelweis Egyetem Gyógyszerésztudományi Karának dékánja volt. 2009-ben újraválasztották a Semmelweis Egyetem Gyógyszerésztudományi Kar dékánjának. Munkahelye (1972 óta) a SE Gyógyszerészi Kémiai Intézet és az ELTE Szervetlen és Analitikai Kémiai Tanszék (1972-1994).

## Kutatási területe
- Gyógyszer- és biomolekulák bioreleváns fizikai-kémiai jellemzése, mikrospeciáció;
- analitikai módszerfejlesztés, gyógyszeranalízis;
- koordinációs kémia

## Díjai, elismerései
- Magyar Tudományos Akadémia, Buzágh Aladár díj
- Semmelweis Orvostudományi Egyetem Fiatal Kutatók Díja
- Széchenyi Professzori Ösztöndíj